# Oiticica (Crateús)
Oiticica é um distrito do município brasileiro de Crateús, no interior do estado do Ceará. Segundo o censo demográfico de 2022, realizado pelo Instituto Brasileiro de Geografia e Estatística (IBGE), sua população era de 185 habitantes e havia 69 domicílios particulares permanentes ocupados. Foi criado pelo decreto estadual nº 448 de 20 de dezembro de 1938.
De acordo com o IBGE, em 2010 a população era de 207 habitantes e havia 98 domicílios particulares.